# Panopsis rubescens
Panopsis rubescens är en tvåhjärtbladig växtart som först beskrevs av Johann Baptist Emanuel Pohl, och fick sitt nu gällande namn av Henry Hurd Rusby. Panopsis rubescens ingår i släktet Panopsis och familjen Proteaceae. Inga underarter finns listade i Catalogue of Life.